# Abbeville (Georgia)
Abbeville è un comune degli Stati Uniti d'America, capoluogo della contea di Wilcox, nello Stato della Georgia.